# Nicolas Blancho
Pour les articles homonymes, voir Blancho.
 (juillet 2023).
Améliorez-le ou discutez des points à vérifier. 
Nicolas Blancho (appelé Abou Ammar AbdUllah ou Abdullah), né le 12 septembre 1983 à Bienne, est président du Conseil central islamique suisse.

## Biographie

### Origines et famille
Nicolas Blancho naît le 12 septembre 1983 à Bienne, dans le canton de Berne. Son père est concierge d'une école ; sa mère, enseignante à temps partiel. Il a une sœur cadette. 
Il est marié à une musulmane originaire du Yémen et père de deux enfants. Il aurait épousé au surplus religieusement une Kosovare. 

### Enfance et études
Il grandit à Bienne, sans confession (même si son père se rapproche du bouddhisme), dans une famille bilingue français-allemand. Après l'école secondaire, il commence un apprentissage d'imprimeur. Il se convertit à l'Islam à l'âge de seize ans et choisit de s'appeler Abdullah. Il interrompt son apprentissage, entre au gymnase puis étudie le droit et les études islamiques à l'Université de Berne en 2007. 

### Activités religieuses
Nicolas Blancho est président du Conseil central islamique suisse. Un de ses objectifs est de construire un réseau de musulmans - avec des médecins musulmans, des chauffeurs de taxi musulmans, des boulangers musulmans.
Il est membre du comité de l'« association Faîtière Communauté Culturelle des Musulmans de Bienne » et il enseigne, entre autres, dans la mosquée Ar-Rahman de Bienne.
Il représente une pratique de l'islam wahhabiste d'influence saoudienne, qui exclut une interprétation moderne des écritures. Il a qualifié la lapidation comme « un élément, une valeur de ma religion », mais qui ne devait s'appliquer dans le contexte suisse. Depuis 2003, Nicolas Blancho est connu pour son combat en faveur de l'introduction de la charia en Suisse. Il organise en 2006 des manifestations contre les caricatures de Mahomet et contre Charlie Hebdo.

### Activités commerciales
Il fonde en 2004 la société "Alquds Food GmbH" dans le but d'importer des denrées alimentaires, en particulier à partir de la Tunisie. La société est dissoute en 2007. Il fonde en 2006, avec Abdul Hamid Al-Fayek, la société d'import et export de denrées alimentaires "A & B Tradex GmbH", qui est dissoute en 2013,. 

## Controverses

### Terrorisme et propagande islamiste
Différents articles de journaux mettent en avant ses liens avec le terrorisme,,,,.
Il fait l'objet d'une enquête fin 2016 puis d'une mise en accusation en septembre 2017 par le Ministère public de la Confédération (MPC) pour violation de la loi interdisant les groupes Al-Qaïda et État islamique, aux côtés de deux autres dirigeants du Conseil central islamique suisse (CCIS). Il est acquitté en juin 2018 par le Tribunal pénal fédéral (TPF) « parce que les faits n'étaient pas établis par l'accusation », l'un des autres dirigeants du CCIS étant en revanche condamné avec sursis pour propagande en faveur d’Al-Qaïda après avoir tourné deux vidéos en Syrie. Les acquittements sont annulés par le Tribunal fédéral sur recours du MPC et tant Nicolas Blancho que l'autre dirigeant du CCIS sont condamnés par le TPF, en deuxième jugement en octobre 2020, à des peines avec sursis pour la projection à Winterthour puis la mise en ligne d'une vidéo de propagande. La culpabilité est confirmée en appel en janvier 2022.

### Liens avec le Qatar
Nicolas Blancho est financièrement soutenu par le Qatar,. Il dirige les associations suisses Aziz Aïd et Qoranona avec Abdulaziz Abdulrahman H.A. Al-Thani, membre de la famille royale du Qatar,.